# Clearmont, Wyoming
Clearmont är en småstad (town) i Sheridan County i norra Wyoming i USA, omkring 40 kilometer öster om Sheridan, Wyoming. Staden hade 142 invånare vid 2010 års folkräkning.

## Geografi
Clearmont ligger vid Thompson Creek, ett biflöde till Powder River i Powder River-bäckenet.

## Historia
Orten Clearmont grundades 1892 på mark i dalen som tillhörde Pratt & Ferris Cattle Company, och ett postkontor med namnet Clearmont öppnades samma år. Namnet tros komma från den närbelägna Clear Creek och vyn mot Bighorn Mountains. I början av 1900-talet blev orten en järnvägsknut och en viktig lastplats för boskapstransporter på järnvägen.

## Kultur och sevärdheter
- Clearmonts stadsfängelse uppfördes 1922 och är upptagen som historisk byggnad i National Register of Historic Places.
- Old Rock School är en av få bevarade skolbyggnader i sitt slag i Wyoming.
- Ucross Foundations konstgalleri

## Kommunikationer
Den federala vägen U.S. Route 14/16 går genom staden. BNSF har en järnvägslinje genom staden; den tidigare sidolinjen mot Buffalo är idag nedlagd.